# Cryptocephalus subruber
Cryptocephalus subruber es una especie de insecto coleóptero de la familia Chrysomelidae.
Fue descrita científicamente en 1980 por Rapilly.